# Geografia de Gibraltar

Mapa de Gibraltar

Gibraltar é uma pequena península localizada no sul da Península Ibérica, com uma superfície de 6.5 quilômetros quadrados, limitada a norte por uma estreita fronteira terrestre com a Espanha e, dos outros lados, pelo Mar Mediterrâneo, Estreito de Gibraltar e Baía de Algeciras, com 12 quilômetros de linha de costa. A sua fronteira foi definida pelo Tratado de Utrecht.
O seu aspecto é dominado pelo Rochedo de Gibraltar, um promontório com 426 m de altitude e o seu clima é mediterrânico, com invernos suaves e verões quentes. Gibraltar tem recursos naturais negligenciáveis, escassos e limitados cursos de água.

## Águas territoriais
O tratado de Utrecht original não deu controle das águas territoriais que rodeiam Gibraltar. Entretanto a Convenção das Nações Unidas sobre o Direito do Mar, determina um padrão de 12 milhas náuticas para todos os seus signatários. As águas territoriais de Gibraltar atualmente se estendem a 3 milhas náuticas, mas pode se estender a 12 caso desejar.
Todavia, as posições da Espanha e do Reino Unido são opostas nesse sentido: